# Bibi Breijman
Bibi Breijman (Zoetermeer, 6 juli 1991) is een Nederlands mediapersoonlijkheid, zangeres, vlogger en presentatrice. Ze kreeg in Nederland vooral naamsbekendheid door haar deelname aan het tv-programma Oh Oh Cherso van RTL 5.

## Biografie
Breijman werd geboren in Zoetermeer en heeft een Indische vader en een Hollandse moeder. Haar ouders scheidden op jonge leeftijd, waardoor Breijman opgroeide bij haar moeder en later met haar halfbroer en halfzus in Den Haag.
Sinds november 2017 heeft Breijman een relatie met de Nederlandse zanger Waylon, bij wie ze in het team zat van het RTL-tv-programma It Takes 2. Samen hebben ze een dochter en twee zoons. 

## Carrière

### Doorbraak
In 2010 kreeg Breijman naamsbekendheid in Nederland door haar deelname aan het tv-programma Oh Oh Cherso op RTL 5. Ze keerde in 2011 terug in het tweede seizoen, dat onder de naam Oh Oh Tirol uitkwam. In hetzelfde jaar was ze ook te zien in het derde en tevens haar laatste seizoen van Oh Oh Cherso. Ze was in deze periode bekend onder haar bijnaam Kabouter.
Met haar mededeelnemers aan Oh Oh Cherso en Oh Oh Tirol bracht ze twee singles uit. De eerste, genaamd Oh Oh Cherso, behaalde de eerste plek in de Single Top 100 en bereikte de 17e plaats in de Nederlandse Top 40. De tweede single genaamd Tirol, Laat Je Likken! behaalde de 79e plek in de Single Top 100.
In 2012 was Breijman te zien in De Nationale IQ Test, waar ze de derde plaats behaalde met een IQ-score van 132. Tevens was ze dit jaar te zien in het RTL 5-tv-programma Echte meisjes op zoek naar zichzelf, Breijman wist hierin de derde plaats te bemachtigen.
In 2013 verscheen Breijman in het tv-programma Vliegende Hollanders: Sterren van de Schans van SBS6. In de finale werd ze als eerste geëlimineerd. In ditzelfde jaar bracht Breijman samen met haar Oh Oh-collega Joey Spaan, beter bekend onder zijn artiestennaam Matsoe Matsoe, de single There Is Nothing I Won't Do uit. Ze behaalde met deze single de 22e plaats in de Single Top 100.
In 2014 was Breijman kort te zien in The Voice of Holland waar ze niet door de Blind Auditions wist te komen. Datzelfde jaar bracht Breijman samen met dj Jeroen Post de single Magical Ride uit, hiermee wist ze geen hitnotering te pakken.

### YouTube en verdere televisiecarrière
Breijman besloot in 2015 een andere weg in te slaan en begon met het maken van video's over mode, beauty en haar eigen leven op YouTube. Breijman bracht haar nieuwe single You And I uit, die geen hitnotering behaalde. In 2016 verscheen Breijman samen met Lizzy van der Ligt als presentatrice in het RTL-programma Katwalk, wat zowel op YouTube als op de televisie te zien was. Het programma stopte na een aantal weken op de televisie en ging verder op YouTube. Katwalk ging vanaf maart 2017 verder onder de nieuwe naam Concentrate Velvet.
In 2017 verscheen Breijman in het RTL 4-zangprogramma It Takes 2. Breijman kwam in het team van zanger Waylon en wist uiteindelijk te winnen. Dankzij het winnen van It Takes 2 was Breijman drie dagen te zien in Ahoy tijdens de concertreeks van Waylon. Breijman was in dit jaar ook te zien in Roadtrippers 8 Friends; ze vormde samen met Thomas van der Vlugt, bekend van StukTV, een team. Ze eindigde op de laatste plek. Breijman was in september 2017 te zien in The Big Music Quiz. Ze zat in het winnende team en werd uiteindelijk de winnaar van de aflevering.
Breijman was in 2017 voor het eerst te horen als stemactrice in de Amerikaanse film The Emoji Movie. Ze sprak de Nederlandse stem in van het personage Akiko Glitter.
In 2020 werd ze de winnaar van het televisieprogramma Het perfecte plaatje.

## Televisie
| Televisie als presentatrice | Televisie als presentatrice                 | Televisie als presentatrice                           | Televisie als presentatrice                           |
| Jaar                        | Productie                                   | Opmerkingen                                           | Opmerkingen                                           |
| --------------------------- | ------------------------------------------- | ----------------------------------------------------- | ----------------------------------------------------- |
| 2016-2017                   | Katwalk                                     | Werd op YouTube en televisie uitgezonden              | Werd op YouTube en televisie uitgezonden              |
| 2017                        | Concentrate Velvet                          | YouTube-kanaal van televisiezender RTL                | YouTube-kanaal van televisiezender RTL                |
| Televisie als deelneemster  |                                             |                                                       |                                                       |
| Jaar                        | Productie                                   | Opmerkingen                                           | Opmerkingen                                           |
| 2010-2011                   | Oh Oh Cherso                                | Realityserie in Griekenland                           | Realityserie in Griekenland                           |
| 2011                        | Oh Oh Tirol                                 | Realityserie in Oostenrijk                            | Realityserie in Oostenrijk                            |
| 2012                        | De Nationale IQ Test                        | Geëindigd op de derde plek met een IQ-score van 132   | Geëindigd op de derde plek met een IQ-score van 132   |
| 2012                        | Echte meisjes op zoek naar zichzelf         | Geëindigd op de derde plek                            | Geëindigd op de derde plek                            |
| 2013                        | Vliegende Hollanders: Sterren van de Schans | Geëlimineerd in de finale                             | Geëlimineerd in de finale                             |
| 2017                        | It Takes 2                                  | Winnares                                              | Winnares                                              |
| 2017                        | Roadtrippers 8 Friends                      | Geëindigd op de laatste plek met Thomas van der Vlugt | Geëindigd op de laatste plek met Thomas van der Vlugt |
| 2017                        | The Big Music Quiz                          | Winnares                                              | Winnares                                              |
| 2020                        | Het perfecte plaatje                        | Winnares                                              | Winnares                                              |
| 2020                        | Vier handen op één buik                     | Deelneemster                                          | Deelneemster                                          |
| 2023                        | Oh, wat een jaar!                           | Deelneemster                                          | Deelneemster                                          |
| 2024                        | Top 4000 Muziekquiz                         | Deelneemster, samen met Bobbi Eden                    | Deelneemster, samen met Bobbi Eden                    |
| 2025                        | That's My Jam                               | Deelneemster, samen met Richard Groenendijk           | Deelneemster, samen met Richard Groenendijk           |
| Nasynchronisatie            |                                             |                                                       |                                                       |
| Jaar                        | Productie                                   | Stemrol                                               | Opmerkingen                                           |
| 2017                        | The Emoji Movie                             | Akiko Glitter                                         | Stem voor Amerikaanse Christina Aguilera              |

## Discografie

### Singles
| Datum van verschijnen | Single                                         | 40 | 100 | Opmerkingen      |
| --------------------- | ---------------------------------------------- | -- | --- | ---------------- |
| 16 oktober 2010       | Oh Oh Cherso (als Oh Oh Cherso)                | 17 | 1   |                  |
| 12 maart 2011         | Tirol, Laat Je Likken! (als Oh Oh Tirol)       | -  | 79  |                  |
| 29 juni 2013          | There's Nothing I Won't Do (met Matsoe Matsoe) | -  | 22  |                  |
| 2 augustus 2014       | Magical Ride (met dj Jeroen Post)              | -  | -   | Geen hitnotering |
| 9 december 2015       | You And I                                      | -  | -   | Geen hitnotering |